# (1586) Тиле
(1586) Тиле (дат. Thiele) — астероид главного пояса, который был открыт 13 февраля 1939 года немецким астрономом Арно Вахманом в Гамбургской обсерватории в Германии и назван в честь датского математика и астронома Николая Тиле.

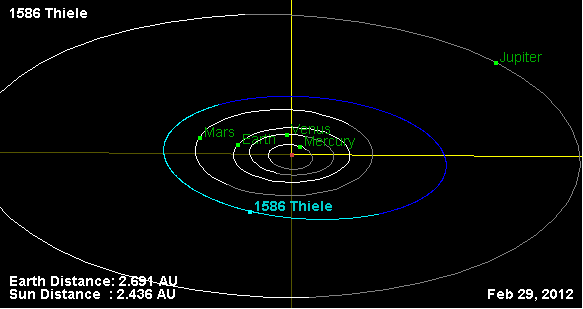
Орбита астероида и его положение в Солнечной системе (синий цвет — ниже эклиптики, голубой — выше)